# Dues pel preu d'una
|  | Aquest article tracta sobre la pel·lícula de 1995. Si cerqueu el videojoc, vegeu «It Takes Two». |

Dues pel premi d'una (títol original: It Takes Two) és una pel·lícula estatunidenca dirigida per Andy Tennant i estrenada l'any 1995. Ha estat doblada al català.

## Argument
D'una banda, Amanda Lemmon, 9 anys, viu en un orfenat, on és considerada com una "noi mancada". És la protegida de Diane Barrows, la seva assistent social. Alyssa Callaway, 9 anys igualment, viu amb el seu pare en una luxosa casa. Cadascuna per la seva banda, les noies voldrien canviar de vida. Pels nens de l'orfenat s'han organitzat unes vacances al camp, situat a prop de la casa del pare d'Alyssa. Les noies decideixen d'escapolir-se a la casa, i corren enfonsant-se al bosc que les separa, i tot corrent, xoquen. Queden sorpreses quan veuen que tenen una semblança sorprenent.
Decideixen llavors intercanviar la seva vida. Amanda, vivint des d'aleshores amb el pare d'Alyssa, aprèn a conèixer-ho i l'aprecia molt. Voldria que conegués Diane, amb la finalitat que s'enamoressin, i espera que l'adoptarien. A més, s'ha fet molt amiga d'Alyssa que desitjaria el mateix. Però res no passa com voldrien: el pare és a punt de casar-se. Les dues noies organitzen llavors tota mena de plans per acostar els dos adults.

## Repartiment
- Kirstie Alley: Diane Barrows
- Steve Guttenberg: Roger Callaway
- Mary-Kate Olsen: Amanda Lemmon
- Ashley Olsen: Alyssa Callaway
- Philip Bosco: Vincenzo
- Jane Sibbett: Clarice Kensington
- Michelle Grisom: Carmen

## Al voltant de la pel·lícula
- Aquest film és una enèsima adaptació de la novel·la Dos per una d'Erich Kästner que ha conegut nombroses adaptacions cinematogràfiques, entre les quals una producció de Walt Disney Pictures el 1998, titulada The Parent Trap, dirigida per Nancy Meyers amb Lindsay Lohan en els papers dels dues bessones.
- Crítica: "Són idèntiques, eixerides i el xivarri corre per les seves venes. Així, una àgil comèdia en feliç desplegament de sarabandes, humorades i acudits "[3]